# Prvenstva Hrvatske u curlingu
Prvenstvo Hrvatske u curlingu.
Zbog nedostatka odgovarajućih igrališta u Hrvatskoj, prvenstva Hrvatske se redovno održavaju u Budimpešti (stanje na 22. travnja 2011.).

## Muški
Kazalo
* Klubovi mogu nastupati sa više sastava/ekipa u Prvenstvu; u zagradi je broj klubova.
| Sezona    | Broj ekipa | Broj ekipa | Prvaci |
| Sezona    | liga *     | doigr.     | Prvaci |
| --------- | ---------- | ---------- | ------ |
| 2006.     | 4 ()       |            | Zagreb |
| 2007.     | 3 ()       |            | Zagreb |
| 2008.     | 4 ()       |            | Zagreb |
| 2008./09. | ()         |            | Zagreb |
| 2009./10. | ()         |            | Vis    |
| 2010./11. | ()         |            | Zagreb |

## Žene
Kazalo
* Klubovi mogu nastupati sa više sastava/ekipa u Prvenstvu; u zagradi je broj klubova.
| Sezona    | Broj ekipa | Broj ekipa | Prvaci  |
| Sezona    | liga *     | doigr.     | Prvaci  |
| --------- | ---------- | ---------- | ------- |
| 2007.     | ()         |            | Zapruđe |
| 2008.     | ()         |            | Zapruđe |
| 2008./09. | ()         |            | Silent  |
| 2009./10. | ()         |            | Zapruđe |
| 2010./11. | ()         |            | Silent  |

## Vanjske poveznice
- Hrvatski curling savez